# Pycnochromis fieldi
Pycnochromis fieldi là một loài cá biển thuộc chi Pycnochromis trong họ Cá thia. Loài này được mô tả lần đầu tiên vào năm 2013.

## Phân loại học
P. fieldi ban đầu được xếp vào chi Chromis, nhưng theo kết quả phân tích hình thái vào năm 2021 thì loài này đã được chuyển sang chi Pycnochromis.

## Từ nguyên
Từ định danh fieldi được đặt theo tên của Richard Field, người đầu tiên nhận thấy quần thể P. dimidiatus ở Ấn Độ Dương là một loài chưa được mô tả (tức P. fieldi).

## Phạm vi phân bố và môi trường sống
P. fieldi được cho là quần thể Pycnochromis dimidiatus ở Ấn Độ Dương trước khi được công nhận là một loài hợp lệ, còn P. dimidiatus thực sự chỉ có phạm vi phân bố giới hạn ở Biển Đỏ.
Từ bờ biển phía nam Oman và Socotra (Yemen), phạm vi của P. fieldi trải dài dọc theo bờ biển Đông Phi, về phía đông đến bờ tây các đảo Sumatra và Java (Indonesia), băng qua phần lớn các đảo quốc ở Ấn Độ Dương. P. fieldi sống trên các rạn san hô viền bờ và trong đầm phá ở độ sâu đến ít nhất là 40 m.

## Mô tả
P. fieldi có chiều dài cơ thể lớn nhất được ghi nhận là gần 7 cm. Cơ thể có hai màu rõ rệt: trắng ở nửa thân sau và nâu sẫm ở nửa thân trước. So với P. dimidiatus, đường phân chia hai màu của P. fieldi uốn cong hình vòng cung chứ không phải là đường thẳng. Ngoài ra, cả hai loài cũng có sự chênh lệch giữa số tia vây ngực và vảy đường bên, cũng như sự khác biệt về trình tự sắc tố tế bào b ở DNA ty thể.
Pycnochromis iomelas, một loài có kiểu hình tương tự cả hai loài kể trên nhưng được phân bố ở Nam Thái Bình Dương. Ngoài sự khác biệt về trình tự kiểu gen, đường phân chia màu của P. iomelas nằm ngay trước vây hậu môn nên hai vùng màu nâu và trắng gần như bằng nhau, còn vùng nâu ở hai loài kia chiếm phần lớn hơn vùng trắng.
Số gai ở vây lưng: 12–13; Số tia vây ở vây lưng: 11–13; Số gai ở vây hậu môn: 2; Số tia vây ở vây hậu môn: 12–14; Số tia vây ở vây ngực: 16–17; Số gai ở vây bụng: 1; Số tia vây ở vây bụng: 5; Số vảy đường bên: 16–17.

## Sinh thái học
Thức ăn của P. fieldi là những loài động vật phù du. Cá đực có tập tính bảo vệ và chăm sóc trứng; trứng có độ dính và bám vào nền tổ.